# Мајстор
Мајстор је реч која у српском језику означава искусног занатлију који свој занат познаје одлично и обавља га до савршенства. Обично је то занатлија који има своју занатску радњу (локал). Крајем деветнаестог и у првој половини двадесетог века се подразумевало да је мајстор онај ко је изучио занат, положио мајсторски испит пред комисијом и добио «мајсторско писмо» (диплому).
Да би се дошло до звања мајстора требало је да прође неколико година.
Младић кад одлучи да се бави неким занатом би ишао на једну врсту обуке (школовања) и имао звање шегрта (занатски или трговачки ученик). 
После неког времена када би напредовао у знању и квалитету обављеног посла шегрт постаје калфа (трговачки или занатски помоћник).
Када се осамостали и положи мајсторски испит калфа постаје мајстор.
Испит за мајстора се полагао пред комисијом и обично би имао три дела:
1. Теоријска провера знања из заната који треба да обавља.
2. Практична провера знања заната где би практично радио на изради предмета (на пример ципеле...)
3. Провера писмености.

Кандидат који положи мајсторски испит би добијао „мајсторско писмо“. Мајсторско писмо би се обично урамило и истакло на видно место у занатској радњи. Нови мајстори би се потом осамостаљивали и отварали сопствену занатску радњу.

## Мајсторска радионица
Обично би мајстор као власник радионице (занатске радње) у својој радњи имао по једног (или више) шегрта и калфи. Мајстор је тај који зна све о свом занату и у стању је да на производњи производа ради све операције односно може сам да уради цео производ па и најтеже и најкомпликованије операције. На пример мајстор опанчар (обућар) уме и може да направи комплетан опанак (ципелу) или мајстор кројач (шнајдер) уме да сашије комплетно одело или панталоне.
Шегрти и калфе су били помоћна радна снага и они би мајстору приносили алатке или материјал или радили у почетку простије операције све док не науче и остале операције. Тако би мајстор на пример кројио одело и шио завршне делове одеће а шегрт и калфа «фирцали» и пеглали одело. 

## Удружења
Мајстори одређених грана су имали своја удружења, ради остваривања својих права и очувања угледа професије, такозване Еснафе.

## Значење речи мајстор
Само значење речи мајстор у српском језику потиче од латинске речи magister и немачке речи Meister и значи мајстор занатлија који је положио мајсторски испит и стекао мајсторско право.

## Остала значења речи мајстор
Поред основног значења реч мајстор још значи: учитељ, онај који је у нечему достигао савршенство, уметник, вештак...
Овај појам (мајстор) се користи и у шаху за доброг шахисту који после одређених резултата добија титулу шаховског мајстора. У шаху постоје и звања интернационални мајстор и велемајстор.
Мајстор у спорту значи онај који је толико добар у својој дисциплини да може и да подучава друге.